# Volker Schmidt
Volker Schmidt (Hamburgo, 22 de septiembre de 1978) es un exfutbolista alemán que jugó por última vez en el Hamburger SV.

## Carrera
Schmidt jugó en las categorías juveniles de Jahn Wilhelmsburg, HNT Hausbruch-Neugraben y HT 16 Hamburg. En el verano de 1991 dejó HT 16 Hamburg y fichó por el Hamburger SV, donde en 2005 fue promovido al primer equipo. El 28 de mayo de 2010 anunció su retirada.

## Carrera como entrenador
Tras su retirada, comenzó a trabajar el 1 de julio de 2010 como entrenador asistente del equipo sub-17 de su último club, el Hamburger SV.

## Vida personal
Schmidt, que nació en Hamburgo, creció en los barrios de Wilhelmsburg y Neu Wiedental. Completó su Abitur en el Gymnasium Süderelbe, ubicado en Hamburgo-Harburg.